# Djeffara

La Djeffara, aussi écrit Jeffara, est une plaine située à cheval sur le sud-est de la Tunisie et le nord-ouest de la Libye, à l'est du djebel Dahar et au sud-est de l'Arad.
Elle couvre une surface d'environ 10 000 km2. Orientée sur un axe nord-ouest - sud-est, elle s'étire sur près de 400 kilomètres de long et 30 à 180 kilomètres de large au bord de la mer Méditerranée (golfe de Gabès), des environs de Skhira, au nord de Gabès, à Tripoli. La partie tunisienne peut être divisée en deux zones parallèles, la Djeffara de Gabès au nord et la Djeffara de Médenine au sud.
Zone de transition entre le désert et la steppe côtière, elle est encadrée à l'ouest par le djebel Dahar et les dunes du Grand Erg oriental et au sud par le djebel Nefoussa et le plateau désertique d'El Hamadah Al Hamra.
Cette région est en grande partie située sur le territoire de la confédération des Ouerghemma, ainsi que celui des Beni Zid au nord et des Accaras du côté de Zarzis.

## Géographie

### Côte

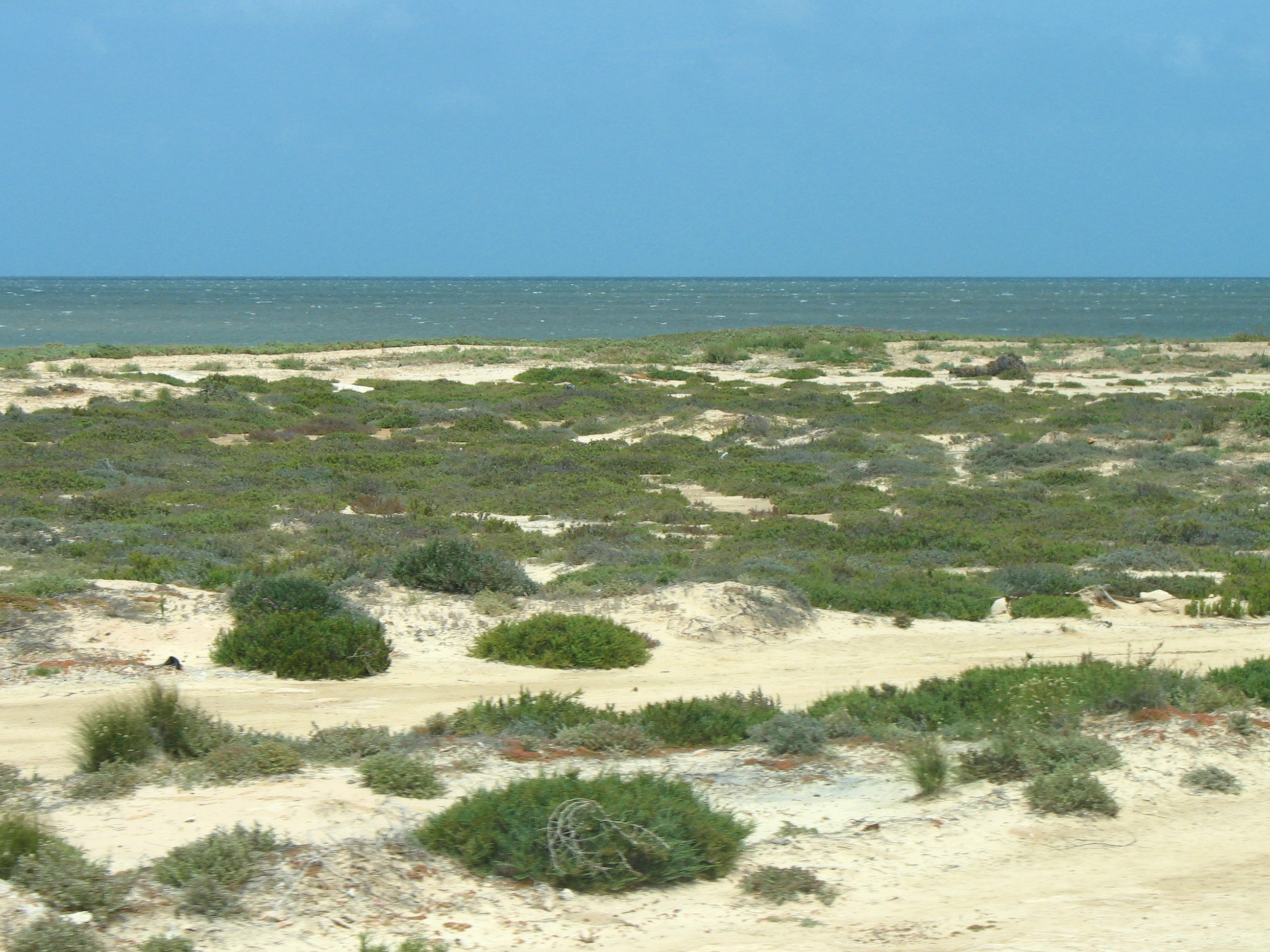
Côte sablonneuse de Djerba.

La zone côtière est caractérisée par la présence de nombreuses lagunes. Au large se trouvent l'île de Djerba et ses nombreuses plages de sable. Une autre particularité se trouvent être les vastes lacs salés localisés à proximité du littoral (appelés sebkhas) dont la sebkha El Melah, la sebkha Bou Djemel et la sebkha El Adhibat (arabe : سبخة العذيبات) qui s'étendent pour certaines jusqu'à cinquante kilomètres à l'intérieur des terres.
Plusieurs études ont prouvé que l'exploitation intensive des eaux souterraines côtières de la Djeffara cause, outre l'épuisement considérable des ressources, une détérioration importante de la qualité de l'eau en raison de l'augmentation de la salinité due à l'intrusion marine.

### Climat
Même si elle ne possède pas de cours d'eau permanents, la plaine de la Djeffara est relativement fertile.
Les hivers y sont assez doux, les températures atteignant durant cette période 8 à 12 °C durant la nuit et environ 16 à 20 °C durant la journée. En moyenne, ce sont environ 250 à 400 millimètres de précipitations qui tombent chaque année, ce qui correspond à environ 30 à 50 jours de pluie entre les mois de novembre et mars. La quantité de pluie augmente avec la distance par rapport à la côte, et avec elle la fertilité du sol.
Les étés y sont chauds et très secs, avec des températures diurnes de 30 à 35 °C et des pics pouvant atteindre 46 °C, lorsque le vent du désert – appelé ghibli en Libye ou shehili en Tunisie – atteint la côte.

## Économie

### Agriculture

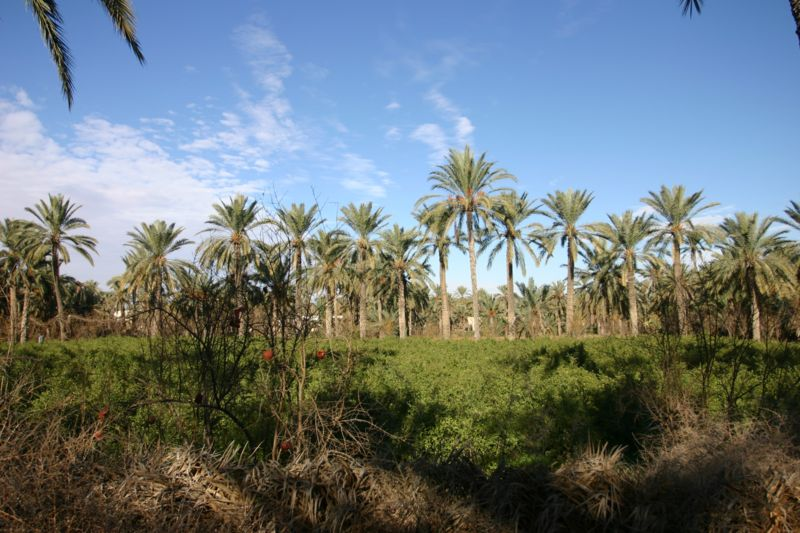
Palmeraie de Gabès.

L'agriculture joue un rôle important dans l'économie de la région. Dans la partie tunisienne, ce sont principalement les cultures des olives et des légumes qui dominent. Les produits agricoles sont surtout destinés à la consommation personnelle mais aussi à l'exportation. Dans la partie libyenne se trouvent des plantations d'agrumes mais aussi des oliveraies.
Des dattes sont aussi cultivées dans certaines régions comme Gabès ou dans certains endroits à la lisière du djebel Nefoussa. Étant donné que les alentours sont extrêmement arides et pauvres, le rôle agricole de la Djeffara est de grande importance pour ses habitants.

### Tourisme

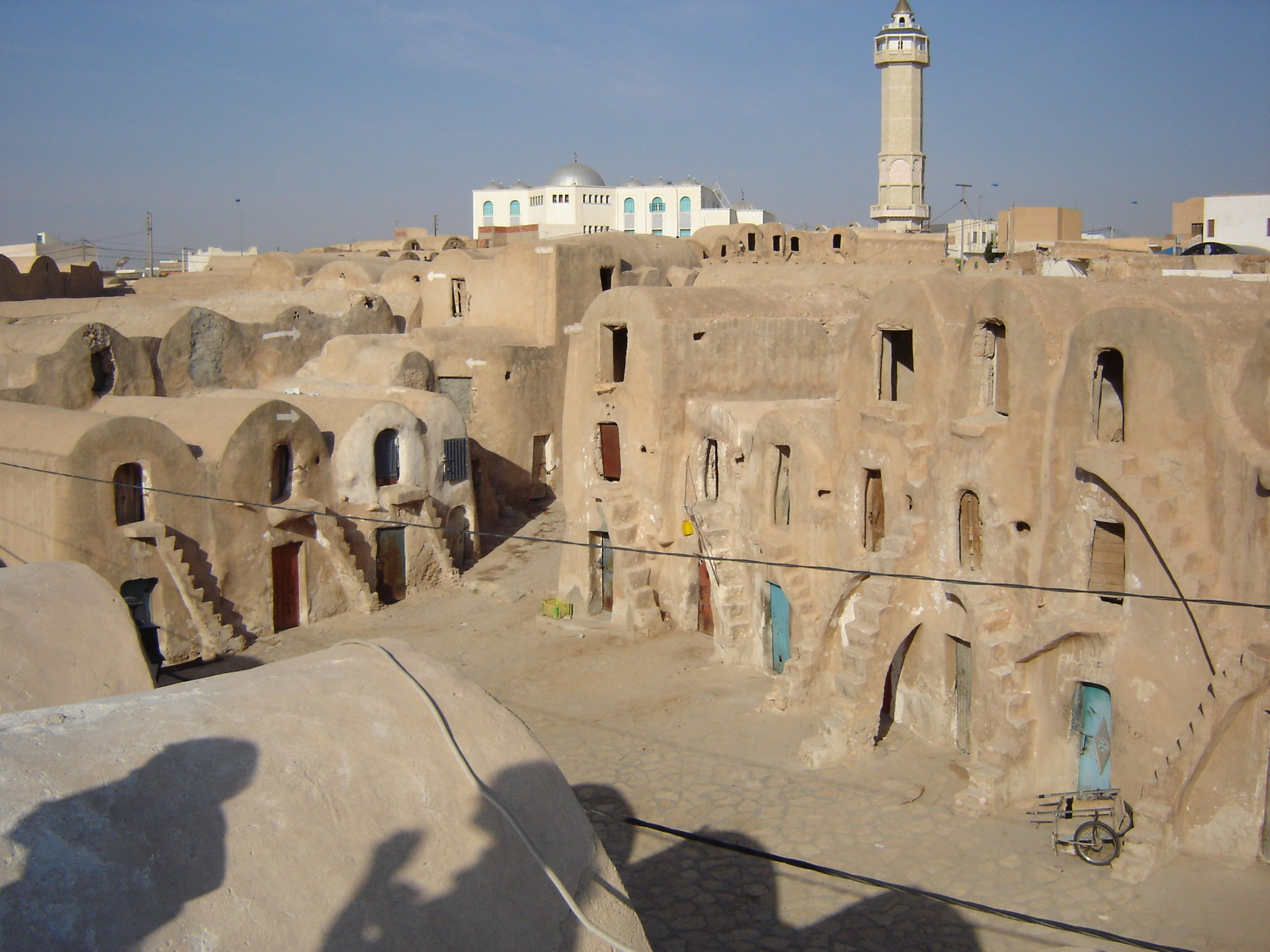
Ghorfas de Médenine.

En dehors de ces activités agricoles, la Djeffara comporte également quelques attractions touristiques. Parmi elles se trouvent de nombreux forts et ruines, en partie bien conservés, comme à Naoura, Sidi Ahmed Chaouch, Ras Jedir, Henchir El Diab et Henchir El Menafa.
Dans le sud de la partie tunisienne, se trouvent aussi de nombreux ksour dont ceux de Ksar Ouled Aoun et Ksar Morra. Des ruines romaines peuvent aussi être observées sur le site de Gigthis.
En Libye se trouvent les ruines de la cité de Sabratha classées au patrimoine mondial de l'Unesco.

## Source
- (de) Cet article est partiellement ou en totalité issu de l’article de Wikipédia en allemand intitulé « Djeffara » (voir la liste des auteurs).